# تمثيل المعرفة
تمثيل المعرفة والمحاكمة (KR², KR&R) هو مجال الذكاء الاصطناعي (AI) المخصص لتمثيل المعلومات عن العالم في شكل يمكن لنظام الحاسوب استخدامه لحل المهام المعقدة مثل تشخيص حالة طبية أو إجراء حوار بلغة طبيعية. يتضمن تمثيل المعرفة استنتاجات من علم النفس حول كيفية تمثيل الإنسان للمعرفة وكيفية حله للمشاكل، لتصميم شكليات تجعل تصميم الأنظمة المعقدة وبناءها أكثر سهولة. يتضمن تمثيل المعرفة والمحاكمة أيضًا استنتاجات من المنطق لأتمتة أنواع مختلفة من المحاكمة، مثل تطبيق القواعد أو علاقات المجموعات والمجموعات الجزئية.
تشمل أمثلة شكليات تمثيل نماذج المعرفة الشبكات الدلالية، وبنية النظم، والإطارات، والقواعد والأنطولوجيات. وتتضمن الأمثلة على محركات المحاكمة الآلية محركات الاستدلال وإثبات النظريات والمصنفات.

## نبذة تاريخية
ركزت أول أعمال تمثيل المعرفة بالحاسوب على برامج حل المسائل العامة مثل برنامج حل المسائل العام (GPS) الذي طوره ألن نيويل وهيربرت أ. سيمون في عام 1959. تضمنت هذه الأنظمة هيكل بيانات للتخطيط والتحليل. يبدأ النظام بهدف. ثم يحلل هذا الهدف إلى أهداف فرعية، ويحددها لوضع استراتيجيات يمكن أن تحقق كل هدف فرعي.
طُورت أيضًا خوارزميات البحث العام في هذه الأيام الأولى للذكاء الاصطناعي، مثل خوارزمية البحث بأولوية الأفضل (*A). ولكن، كانت تعريفات المسائل غير المتبلورة للأنظمة، مثل برنامج حل المسائل العام، تعني أنها تعمل في مجالات الألعاب المحدودة للغاية فقط (مثل «عالم الكتل»). لمعالجة المسائل غير المتعلقة بالألعاب، أدرك باحثو الذكاء الاصطناعي مثل إد فيغنبوم وفريدريك هايز روث أنه من الضروري تركيز الأنظمة على المسائل الأكثر تقييدًا. 
أدت هذه الجهود إلى ثورة إدراكية في علم النفس وإلى مرحلة الذكاء الاصطناعي التي ركزت على تمثيل المعرفة، نتجت عنها النظم الخبيرة في السبعينيات والثمانينيات، ونظم الإنتاج، ولغات الإطار، وغيرها، بدلًا من برامج حل المسائل العامة، غيرت نظم الذكاء الاصطناعي تركيزها إلى النظم الخبيرة التي يمكن أن تضاهي كفاءة الإنسان في مهام محددة، مثل التشخيص الطبي.
أعطتنا النظم الخبيرة مصطلحات ما تزال تستخدم حتى يومنا، إذ قُسّمت نظم الذكاء الاصطناعي إلى قاعدة معرفة تتضمن حقائق عن العالم، وقواعد ومحرك استدلال يطبق القواعد على قاعدة المعرفة للإجابة على الأسئلة وحل المسائل. كانت قاعدة المعرفة عادةً في هذه النظم المبكرة هيكلًا منفصلًا نوعًا ما، وخاصةً تأكيدات قيم المتغيرات التي تستخدمها القواعد.
بالإضافة إلى النظم الخبيرة، طور باحثون آخرون مفهوم اللغات المستندة إلى الإطار في منتصف ثمانينيات القرن العشرين. يشبه الإطار الصنف الكائن: وهو وصف مجرّد لفئة تصف الأشياء في العالم، والمسائل، والحلول المحتملة. استُخدمت الإطارات في الأصل على نظم موجهة نحو التفاعل البشري، مثل فهم اللغات الطبيعية والأوضاع الاجتماعية التي تؤدي فيها التوقعات الافتراضية المختلفة، مثل طلب الطعام في مطعم، إلى تضييق مساحة البحث والسماح للنظام باختيار الاستجابات المناسبة للحالات الديناميكية.
لم يمضِ وقت طويل حتى أدركت مجتمعات الإطار والباحثون المعتمدون على القواعد أنه يوجد تآزر بين نهجيهما. كانت الإطارات مفيدة لتمثيل العالم الحقيقي، الموصوف بالأصناف والأصناف الفرعية والفتحات (قيم البيانات) مع قيود مختلفة على القيم الممكنة. وكانت القواعد مفيدة لتمثيل المنطق المعقد واستخدامه، مثل عملية إجراء التشخيص الطبي. طُورت نظم متكاملة جمعت بين الأطر والقواعد. كانت بيئة هندسة المعرفة (كيه إي إي) لعام 1983 من شركة إنتيل كورب، أحد أقوى هذه النظم وأكثرها شهرةً. امتلكت بيئة هندسة المعرفة محرك قواعد كامل مع تسلسل أمامي وخلفي. واحتوت أيضًا قاعدة معرفة كاملة تستند إلى الإطارات مع المشغلات والفتحات (قيم البيانات) والوراثة وتمرير الرسائل. رغم أن تمرير الرسائل نشأ في المجتمع كائني التوجه وليس في الذكاء الاصطناعي، فقد تبناه باحثو الذكاء الاصطناعي بسرعة، وأيضًا في البيئات مثل بيئة هندسة المعرفة وفي أنظمة التشغيل لآلات ليسب من شركات سيمبوليكس وزيروكس وتكساس إنسترومنتس.
كان التكامل بين الأطر والقواعد والبرمجة كائنية التوجه مدفوعًا إلى حد كبير بمشاريع تجارية مثل بيئة هندسة المعرفة وسيمبوليكس المنبثقة عن مشاريع بحثية مختلفة. وفي نفس الوقت الذي حدث فيه ذلك، كان هناك نوع آخر من البحوث أقل تركيزًا تجاريًا ومدفوعة بالمنطق الرياضي وإثبات النظرية الآلي. كانت لغة كيه إل-ون التي ظهرت في منتصف الثمانينيات، إحدى أكثر اللغات تأثيرًا في هذا البحث. كانت كيه إل-ون لغة إطار لها دلالات شديدة الدقة، وتعاريف رسمية لمفاهيم مثل علاقة Is-A. وكان لدى لغة كيه إل-ون واللغات التي تأثرت بها مثل لووم محرك محاكاة آلي استند إلى المنطق الرسمي لا إلى قواعد THEN-IF. يسمى هذا المحاكي المصنف. يمكن للمصنف تحليل مجموعة من التصاريح والاستدلال على تأكيدات جديدة، مثل، إعادة تعريف صنف ليكون صنفًا فرعيًا أو صنفًا فائقًا من صنف آخر لم يُحدد بشكل رسمي. وبهذه الطريقة كان بإمكان المصنف العمل كمحرك استدلال، واستنتاج حقائق جديدة من قاعدة معرفة موجودة. يمكن للمصنف أيضًاً توفير تحقيق من الاتساق في قاعدة المعرفة (الذي يشار إليه أيضًا في لغة كيه إل-ون باسم أنطولوجيا).
من مجالات بحوث تمثيل المعرفة الأخرى مسألةُ التفكير المنطقي السليم. كانت أحد الاستنتاجات الأولى المستخلصة من محاولة صنع برمجيات يمكنها العمل مع اللغة الطبيعية البشرية أن البشر يعتمدون بانتظام على قاعدة معرفية مستفيضة عن العالم الحقيقي نعتبرها من المسلمات ببساطة، ولكنها ليست واضحة على الإطلاق بالنسبة للوكيل الاصطناعي. مثل المبادئ الأساسية لفيزياء المنطق السليم والسببية والنوايا وغيرها. ومن الأمثلة على ذلك مسألة الإطار، التي تقول إنه في المنطق المدفوع بالحدث، يجب أن تكون هناك بديهيات تنص على أن الأشياء تحافظ على موقعها من لحظة إلى أخرى ما لم تُحرَّك بواسطة قوة خارجية. ولصنع وكيل للذكاء الاصطناعي حقيقي يمكنه التحدث مع البشر باستخدام اللغة الطبيعية ومعالجة البيانات والأسئلة الأساسية حول العالم، يجب تمثيل هذا النوع من المعرفة. كان مشروع سايك لدوغ لينات أحد أكثر البرامج طموحًا لمعالجة هذه المسألة. أنشأ مشروع سايك لغة الإطار الخاصة به وكان لديه أعداد كبيرة من المحللين الذين يوثقون مجالات مختلفة من المنطق السليم في هذه اللغة. تضمنت المعرفة المسجلة في سايك نماذج المنطق السليم للوقت، والسببية، والفيزياء، والنوايا، وغيرها الكثير.

تُعد فرضية تمثيل المعرفة -التي صاغها برايان سي سميث في عام 1985 لأول مرة- نقطة البداية لتمثيل المعرفة:
ستتألف أي عملية ذكية مجسدة ميكانيكيًا من مكونات هيكلية أ) نأخذها بشكل طبيعي كمراقبين خارجيين لتمثيل حساب افتراضي للمعرفة التي تظهرها العملية الكلية، وب) تلعب دورًا رسميًا ولكن سببيًا وأساسيًا في توليد السلوك الذي يظهر هذه المعرفة، بغض النظر عن الإسناد الدلالي الخارجي.

## وصلات خارجية
- ما هو تمثيل المعرفة؟ لراندال ديفيز وأخرين
- مقدمة في تمثيل المعرفة لبيجمان ماكفي